# PubMed Central
PubMed Central (PMC) — архив полнотекстовых биомедицинских публикаций со свободным доступом, созданный Национальной медицинской библиотекой США.
По данным на март 2022 года PMC содержит 7,8 миллиона статей.
MEDLINE, PubMed и PMC — различные по содержанию базы данных.

## PMCID
Каждой статье присваивается уникальный идентификационный номер PMCID (PubMed Central IDentifier — идентификатор PubMed Central).